# Les Joueurs d'échecs (film)
Pour les articles homonymes, voir Les Joueurs d'échecs.
Pour plus de détails, voir Fiche technique et Distribution.
Les Joueurs d'échecs (शतरंज के खिलाड़ी, Shatranj Ke Khilari) est un film indien du réalisateur bengali Satyajit Ray, sorti en 1977. Il est inspiré de la nouvelle éponyme de Munshi Premchand. Richard Attenborough y interprète le rôle du général James Outram, et Amjad Khan celui du roi d'Oudh, Wajid Ali Shah.
L'intrigue se déroule en 1856 et illustre la vie et les coutumes du XIXe siècle en Inde à la veille de la rébellion indienne de 1857, en particulier la politique d'expansion coloniale conduite par la Compagnie anglaise des Indes orientales et les divisions des monarques indiens abusés.

## Synopsis
Le film montre en parallèle le drame historique du royaume indien d'Oudh (dont la capitale est Lucknow) et de son roi musulman Nawab Wajid Ali Shah, capturé par les Anglais, et l'histoire de deux notables obsédés par les échecs. Nawab, artiste et poète, monarque dépossédé, ne peut plus que se lamenter sur un mode poétique, une fois que les Anglais lui ont fait signer un traité de protection. Le général James Outram, qui intrigue pour faire tomber le roi, est conseillé par le capitaine Weston, tellement anglais dans ses manières mais tombé amoureux de la poésie ourdou.
En parallèle, deux riches notables de ce royaume, amis inséparables, passionnément habités par le jeu de chaturanga (ou échecs), négligent leurs épouses. Dans la dernière scène, après avoir tiré sur Mirza, Mir se lamente : « Je n'aurai plus de partenaire pour jouer aux échecs. » Mirza lui réplique : « Mais vous avez un devant vous ! » Il lui signifie ainsi qu'il lui pardonne et il conclut : « Après la tombée de la nuit, nous retournerons à la maison. Nous deux avons besoin d'obscurité pour cacher nos visages. » Il propose ensuite de jouer aux échecs avec les règles anglaises.

## Fiche technique
- Titre : Les Joueurs d'échecs
- Titre original : शतरंज के खिलाड़ी (Shatranj Ke Khilari)
- Réalisation : Satyajit Ray
- Scénario : Satyajit Ray d'après une nouvelle de Munshi Premchand
- Dialogues : Satyajit Ray, Shama Zaidi et Javed Siddiqui
- Production : Suresh Jindal
- Musique : Satyajit Ray
- Photographie : Soumendu Roy
- Montage : Dulal Dutta (en)
- Décors : Bansi Chandragupta
- Format : Couleur - 35 mm - Son : mono
- Durée : 129 minutes
- Langues originales : ourdou, anglais et avadhi
- Pays d'origine :  Inde
- Dates de sortie :
  -  Royaume-Uni : 10 mars 1977 (première)
  -  Inde : 3 octobre 1977
  -  Allemagne : février 1978 (festival de Berlin)
  -  États-Unis : 17 mai 1978 (sortie limitée : New York)
  -  Canada : 19 septembre 1978 (festival de Toronto)

## Distribution
- Sanjeev Kumar - Mirza Sajjad Ali
- Saeed Jaffrey - Mir Roshan Ali
- Shabana Azmi - Khurshid, la femme de Mirza
- Farida Jalal - Nafisa, la femme de Mir
- Amjad Khan - Wajid Ali Shah
- David Abraham - Munshi
- Richard Attenborough - Général James Outram
- Victor Banerjee - Premier ministre
- Farooq Shaikh (en) - Aqueel
- Tom Alter - Capitaine Weston, aide de camp du général
- Leela Mishra (en) - Hirya, la servante de Khurshid
- Samarth Narain - Kallu
- Bhudo Advani - Abbajani
- Amitabh Bachchan - narrateur (voix)

## Analyse

### Parallèles
Des similitudes peuvent être trouvées entre ce film et :
- Les comédies de Molière, comme la mise en scène d'un personnage tourmenté par une obsession
- Shakespeare : comme dans l'œuvre de Shakespeare, l'intrigue avance à plusieurs niveaux, et se concentre sur des drames personnels au milieu de drames historiques.
- L'énoncé de Jean Giraudoux dans Electre au sujet de la persévérance, principale entrave au bonheur « Une famille heureuse, c'est une reddition locale. Une époque heureuse, c'est l'unanime capitulation. ». C'est l'amère leçon du film : quand la défaite est proche, qu'importe la sagesse individuelle ou collective, tout est fatalité.
- Il y a un anti-parallèle avec le film hindi Lagaan réalisé 24 ans plus tard. Shatranj Ke Khilari dépeint les Anglais modifiant le jeu indien des échecs, puis les règles politiques d'administration de l'Inde. Dans Lagaan, les villageois indiens accablés d'impôts acceptent de jouer au très british cricket pour défier le Raj.

## Distinctions
- Sélection en compétition pour l'Ours d'or au festival de Berlin en 1978
- Meilleur film dans la catégorie récompenses des critiques au Filmfare Awards en 1978
- Meilleur réalisateur au Filmfare Awards en 1979
- Meilleur acteur dans un second rôle pour Saeed Jaffrey au Filmfare Awards en 1979